# Región Tepalcatepec
La Región Tepalcatepec es una de las diez regiones socioeconómicas del estado de Michoacán, para la planeación de las acciones, promover el desarrollo y satisfacer las necesidades de la población. Se localiza al suroccidente del estado.

## Municipios de la Región
La Región Tepalcatepec está conformada por los siguientes municipios:
| Municipio    | Población |
| Apatzingán   | 126 191   |
| Los Reyes    | 78 935    |
| Buenavista   | 45 538    |
| Peribán      | 29 389    |
| Parácuaro    | 26 832    |
| Tepalcatepec | 24 074    |
| Cotija       | 20 198    |
| Tingüindín   | 14 934    |
| Aguililla    | 14 754    |
| Tocumbo      | 12 325    |
| Total        | 393 170   |